# Apunchic
Apunchic (en ortografía quechua contemporánea: apunchik ‘nuestro jefe (inclusivo)’) era el nombre con que se designaba al gobernador de una gran provincia (huamani) en el imperio incaico. Algunos cronistas lo equiparan con el cargo hispano de virrey.

## Atribuciones
Llamados virreyes o gobernadores por diversos cronistas, estaban al frente de los huamanis o provincias en que se subdividían cada uno de los llamados cuatro suyos. Guaman Poma de Ayala lo denomina Cápac Apo (“Gran jefe”). Bernabé Cobo lo confunde con el tucuirícuc (funcionario especial que ejercía de inspector imperial de una determinada circunscripción); pero acierta al mencionar a las sedes gubernamentales del Chinchaysuyo: Quito, Latacunga, Tumibamba, Cajamarca, Jauja, Pachacámac, Chincha y Vilcashuamán.
El Apunchic tenía atribuciones políticas, pero mayormente militares. Residía en un palacete de piedra, coincidiendo por lo general con alguna fortaleza, ya que tenía mando de tropas y poder para acrecentarlas. Su tarea principal era precisamente mantener el orden y por ello son mencionados generalmente como guerreros. También asumían funciones judiciales y de recojo de impuestos. Al parecer, tenía como subordinados al Yacucamayoc o superintendente de canales; el Hatun Ñan Camayoc o superintendente de caminos; y el Chaca Camayoc o superintendente de puentes.
Tenía el privilegio de viajar en litera una vez al año al Cuzco, para asistir a la fiesta del Inti Raymi, ocasión que aprovechaba para presentar al Inca y su Consejo Imperial (Tahuantinsuyo Camachic) un informe general de su actuación. También era el cuarto nivel del sistema político inca